# Kirrberg (Balzhausen)

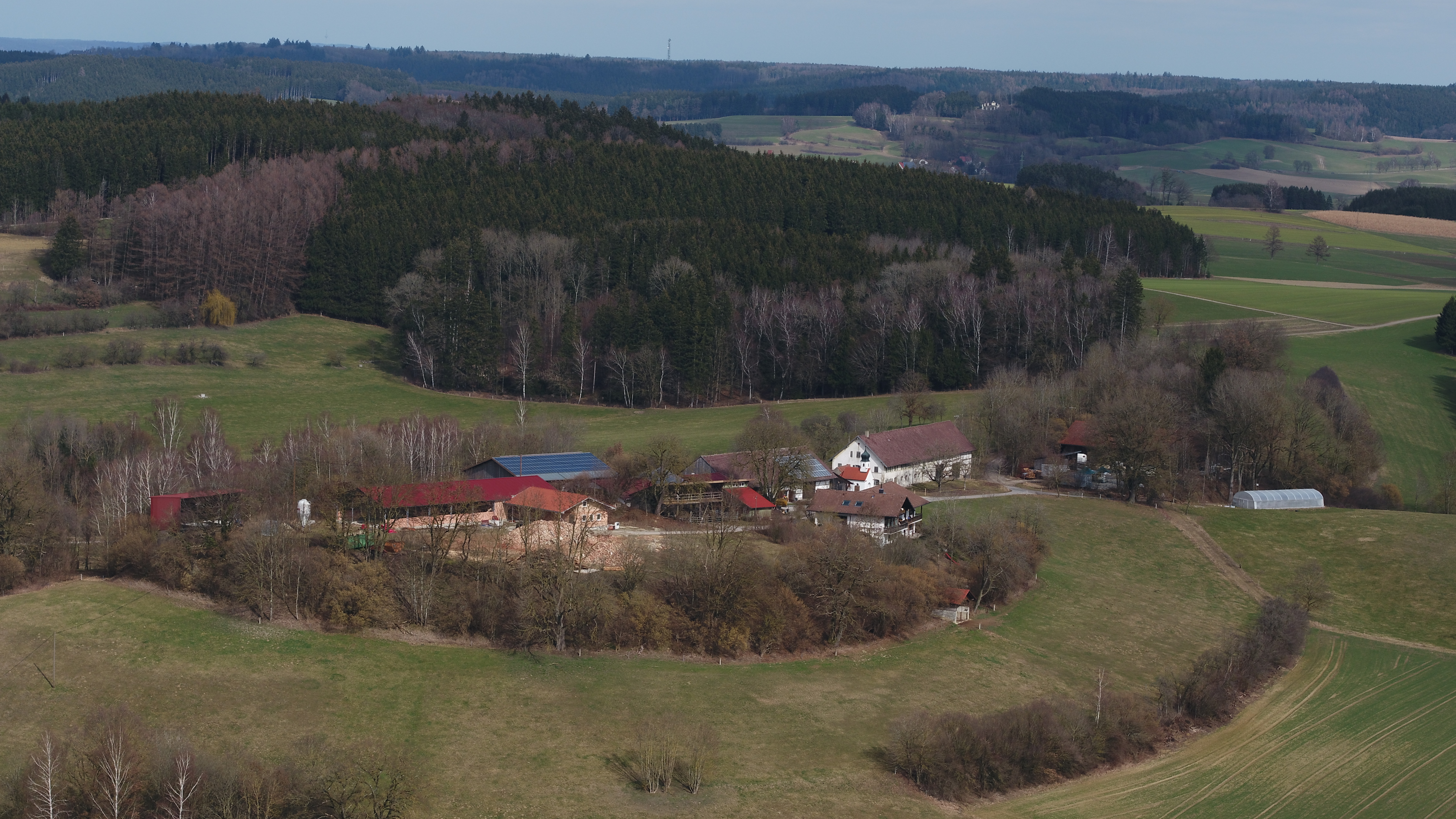
Kirrberg

Kirrberg ist ein Weiler in der Gemeinde Balzhausen im schwäbischen Landkreis Günzburg. 

## Lage
Der Ort liegt ungefähr zwei Kilometer südsüdöstlich von Balzhausen am westlichen Rand des Riedels zwischen den Tälern der Hasel beziehungsweise der Mindel und des Bernbächleins, eines Zuflusses der Zusam.

## Geschichte
In den 1970er Jahren wurden etwas nördlich des heutigen Weilers Reste jungsteinzeitlicher Besiedlung und einer römischen Villa rustica gefunden. 
Wann die heutige Ortschaft genau entstand, ist nicht genau zu ermitteln. Bekannt ist jedoch, dass eine der Vorgängerkapellen der heutigen Kapelle im 16. Jahrhundert entstand.

## Sehenswürdigkeiten
- Kapelle St. Maria: erbaut 1912; archivalisch sind zwei Vorgängerkapellen an gleicher Stelle nachgewiesen[1];

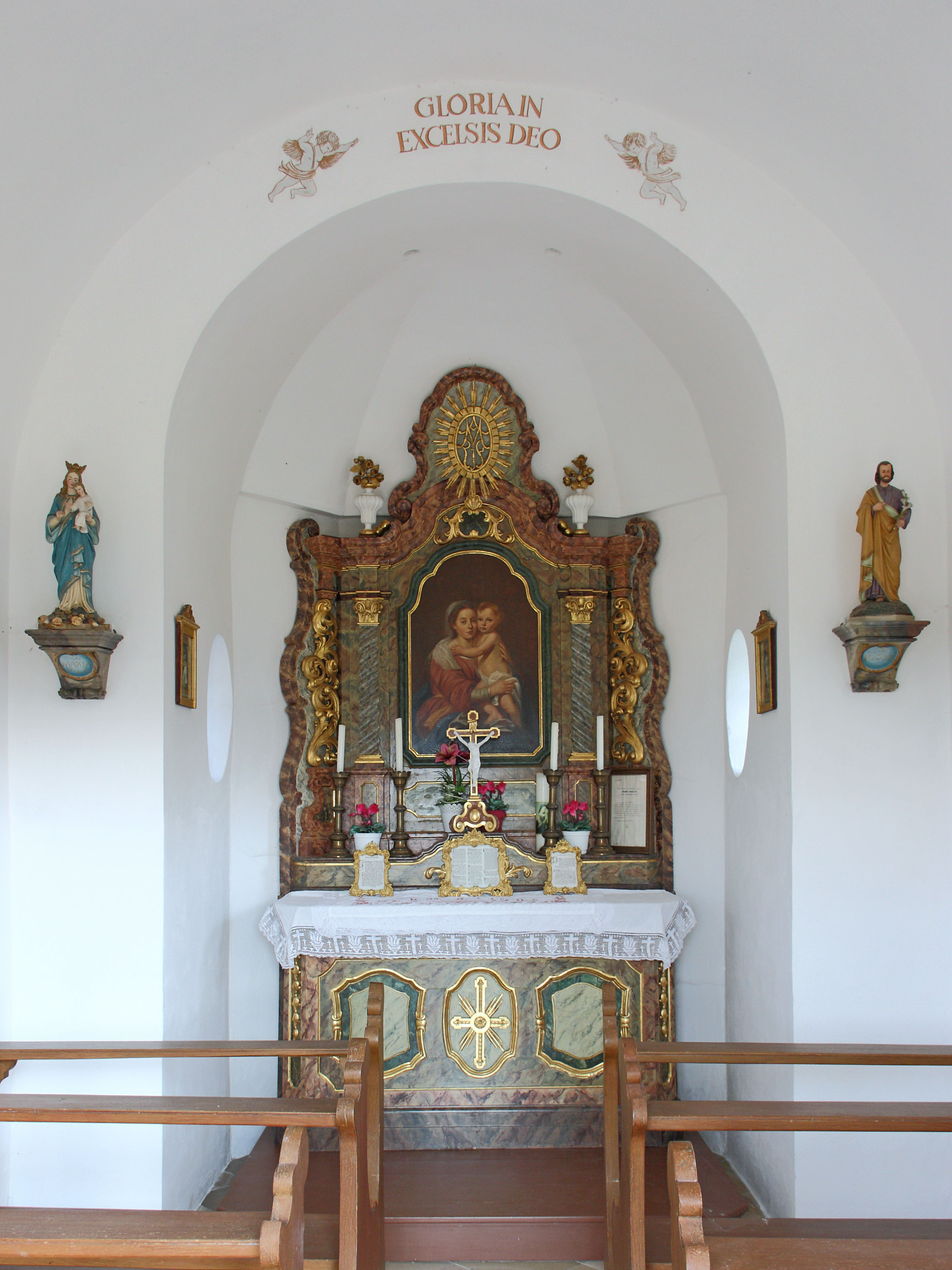
St. Maria, Innenansicht

- Reste einer römischen Villa rustica circa 250 m nördlich der heutigen Siedlung; Die ausgegrabenen Fundamente dieses römischen Gutshof haben eine Fläche von ungefähr 800 m². Im Bereich von drei Räumen fand man Reste von Hypocausten. In einiger Entfernung zu den Resten des Haupthauses fand man Reste eines Ziegelbrennofens, aufgrund dessen man auf eine kleine Ziegelei vermutlich für den Eigenbedarf des Gutshofs schließen kann.